# Chitarra Warr
La Warr guitar, che fa parte della famiglia delle touch guitar o tap guitar, è uno strumento musicale simile ad una comune chitarra elettrica, ma è caratterizzata dal maggior numero di corde e da una scala (distanza tra ponte e capotasto dello strumento) più lunga, con un conseguente ampliamento dell'estensione, che raggiunge anche le 6 ottave nei modelli di maggiori dimensioni.
Viene per lo più suonata con la tecnica del tapping, ma è possibile anche usare tecniche tipiche del basso come lo slap e altre tipiche della chitarra, usando un plettro.
Si può suonare in verticale per facilitare il tapping a due mani o in posizione più orizzontale per facilitare l'esecuzione di tecniche tipiche di basso e chitarra.

## Caratteristiche dello strumento
Può avere manico avvitato al corpo, o costruzione neck-thru, in cui il manico passa attraverso di esso, con corpo solido o scavato, simile ad un classico strumento elettroacustico (serie Artisan). Il numero di corde è variabile, da otto a dodici per la serie Artist, Trey Gunn signature e Artisan, che può montare anche corde in nylon o bronzo. La serie Phalanx (dodici o quattordici corde) si caratterizza per una diversa spaziatura delle corde (più vicine quelle di chitarra e più distanziate quelle di basso) e per una maggiore distanza tra i due gruppi di esse. Ciò oltre al maggior sustain dovuto alla maggiore massa dello strumento, cosa che fa però aggravare il peso dello stesso, facilita le tecniche di basso e permette una migliore separazione tra i suoni dei due diversi gruppi di corde, permettendo ad esempio di usare suoni molto distorti nella parte melody senza che i bassi interferiscano troppo con essi.
Le accordature possibili sono molte, con bassi accordati in quarte o quinte come nello stick, la crafty tuning inventata da Robert Fripp e usata da Trey Gunn sulla sua otto corde, uncrossed tuning (standard sulle phalanx), in cui le mani che suonano non si incrociano e con parti di basso e chitarra invertite rispetto alle accordature standard.
Sono stati costruiti, a richiesta, strumenti non standard con più corde o diverse forme del corpo, pick-up diversi, intarsi, ecc.
I pick-up sono dei classici magneti attivi Bartolini per le solid-body, a cui si possono aggiungere dei trasduttori piezoelettrici con opzione midi. Negli strumenti elettroacustici della serie Artisan i Bartolini sono opzionali, così come il midi mentre il piezo è di serie (Trey Gunn ne suona una versione con parte di basso fretless).
È anche possibile personalizzare la scelta del legno, dai più comuni ai più esotici, in base alle determinate caratteristiche timbriche che l'artista richiede dallo strumento.

## Musicisti
Uno dei chitarristi Warr più conosciuti è Trey Gunn, che ha suonato nei King Crimson sia la Warr guitar che il Chapman Stick. Altri artisti noti sono Ron Fairchildf, membro degli Oak Ridge Boys, Brian Kenney-Fresno, Jim Wright, Carson McWhirter, Mark Cook dei 99 Names of God and Hands, Markus Reuter, membro dei Tuner and Centrozoon, e Colin Marston, frontman dei Behold, The Arctopus.